# 大村真也
大村 真也（おおむら まさなり、1984年7月14日 - ）は、愛知県小牧市出身の元プロサッカー選手。

## 来歴
10歳の時にサッカーを始め、小学校から大学まで学校のサッカー部に所属し、中京大学体育会サッカー部では主将を務めた。中京大学卒業後、約3年間はサッカーから離れて仕事をしていたが、ナショナル・プレミアリーグNSW2（オーストラリア3部リーグ）のフレーザー・パークFCに入団。
2011年後半にユナイテッド・フットボールリーグ（フィリピン1部リーグ）のカヤFCに加入した。加入当初はミッドフィールダーで起用されたが、フォワードやディフェンダーなど他のポジションでも起用された。2015年、同クラブがユナイテッド・フットボールリーグカップで優勝し、自身はゴールデンボール賞（最優秀選手賞）を受賞した。2016年2月23日、AFCカップデビュー戦となったAFCカップ2016・グループF第1節の傑志戦に先発フル出場し、AFCカップ初出場を果たした。
2022年1月31日、10年間過ごしたカヤFCを退団するとともに、現役を引退することも発表した。

## 所属クラブ
- 中京大学附属中京高等学校
- 中京大学
- 2010年 - 2011年  フレーザー・パークFC（英語版）
- 2011年 - 2022年  カヤFC

## タイトル
- ユナイテッド・フットボールリーグカップ（英語版）：1回
  - 2015